# Brudźcowate

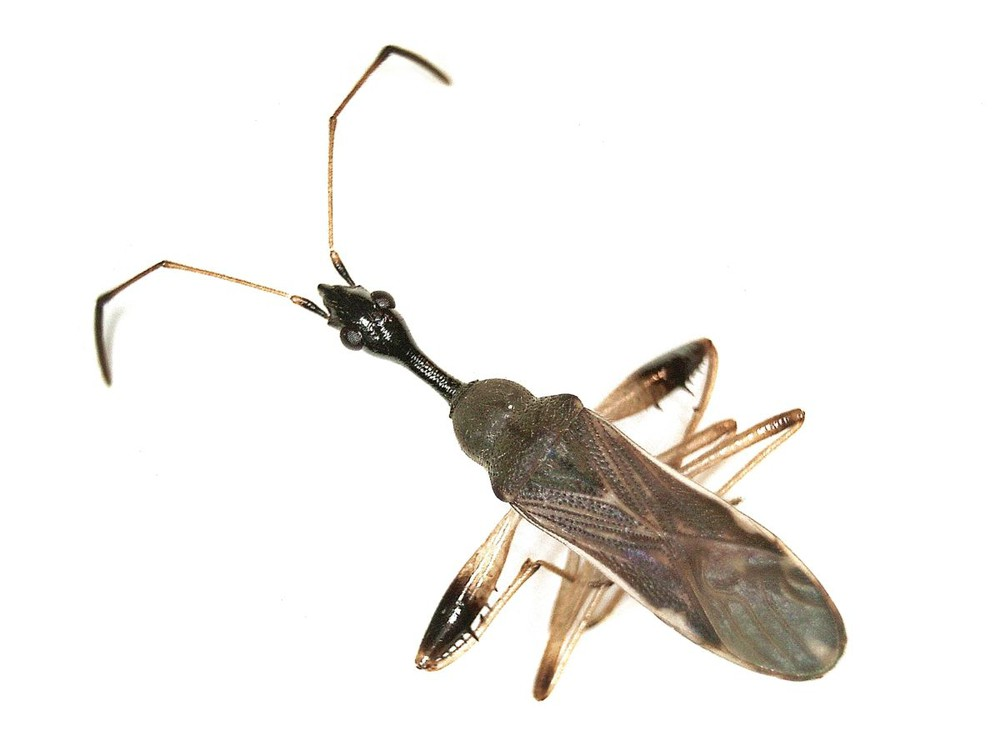
Myodocha serripes

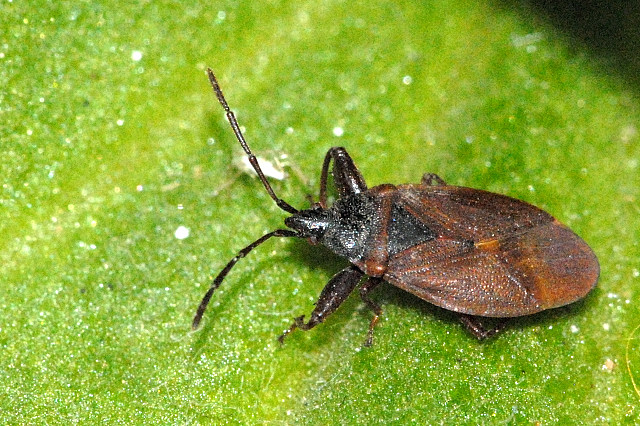
Barczel sosnowy

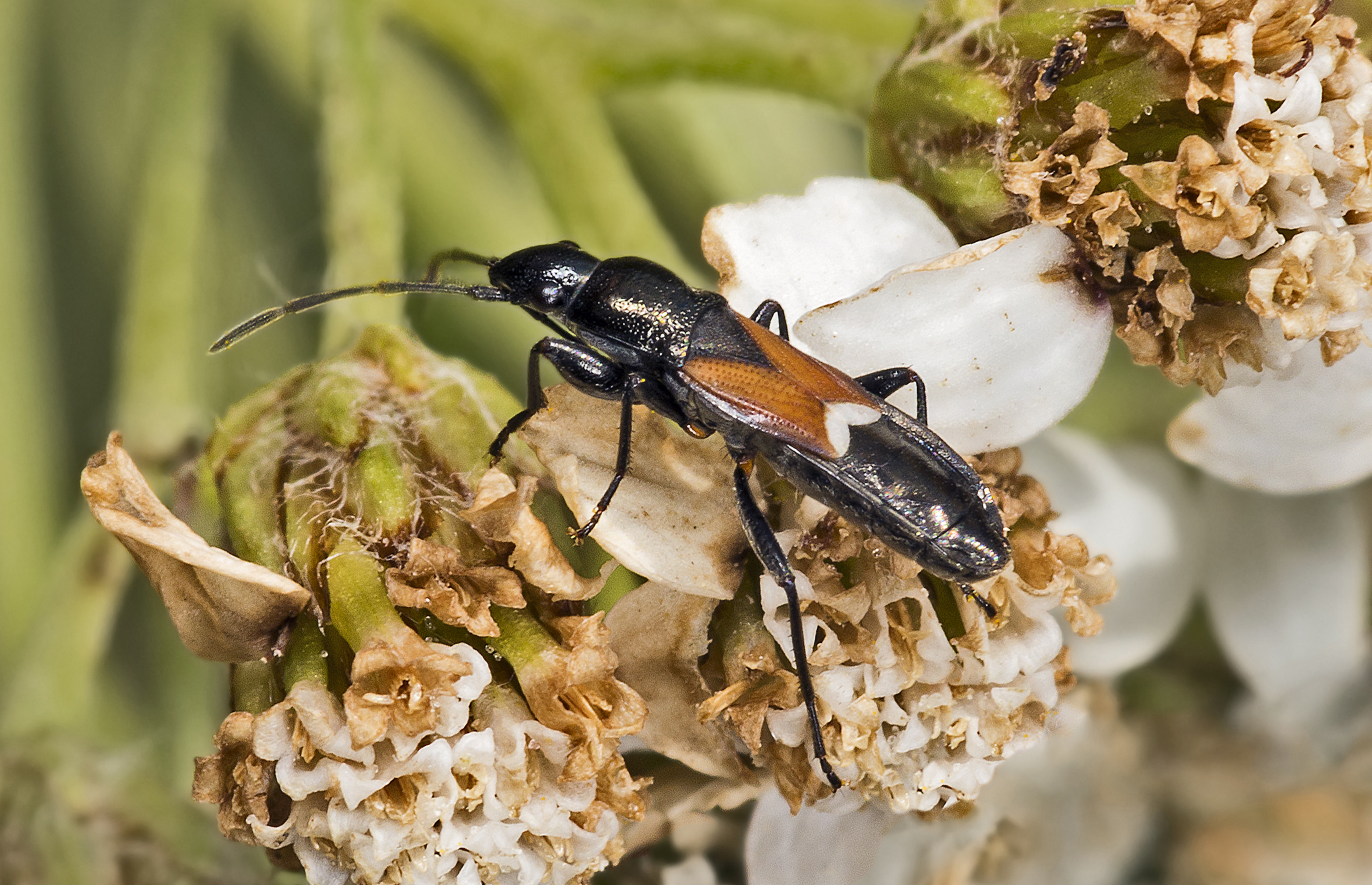
Pterotmetus staphyliniformis

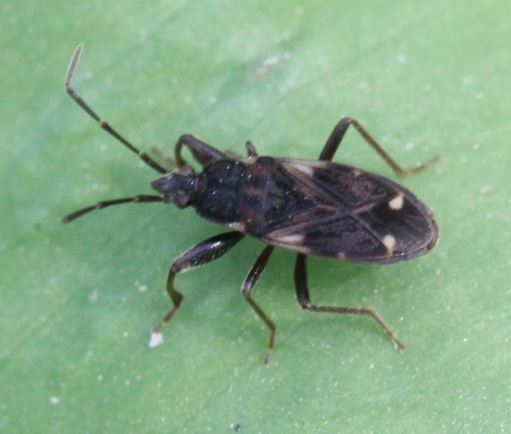
Opuszczel jednozębny

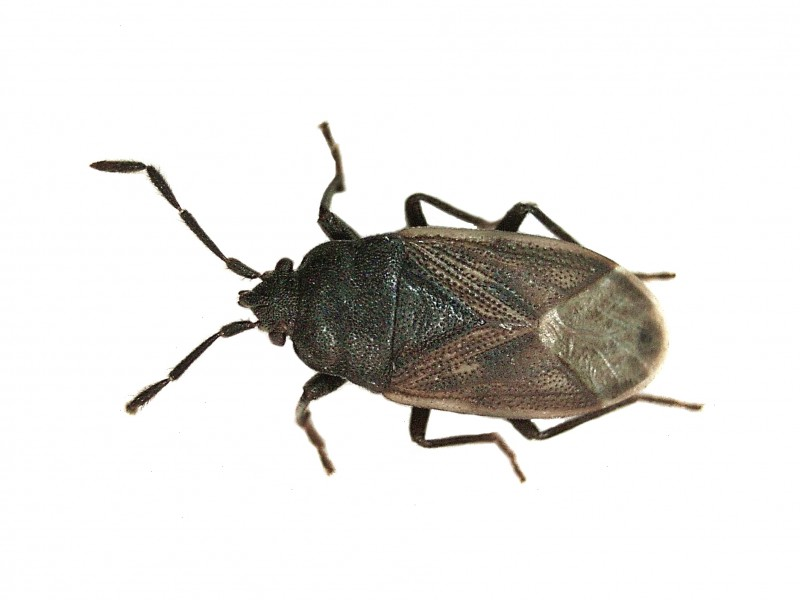
Lesiec Drymus sylvaticus

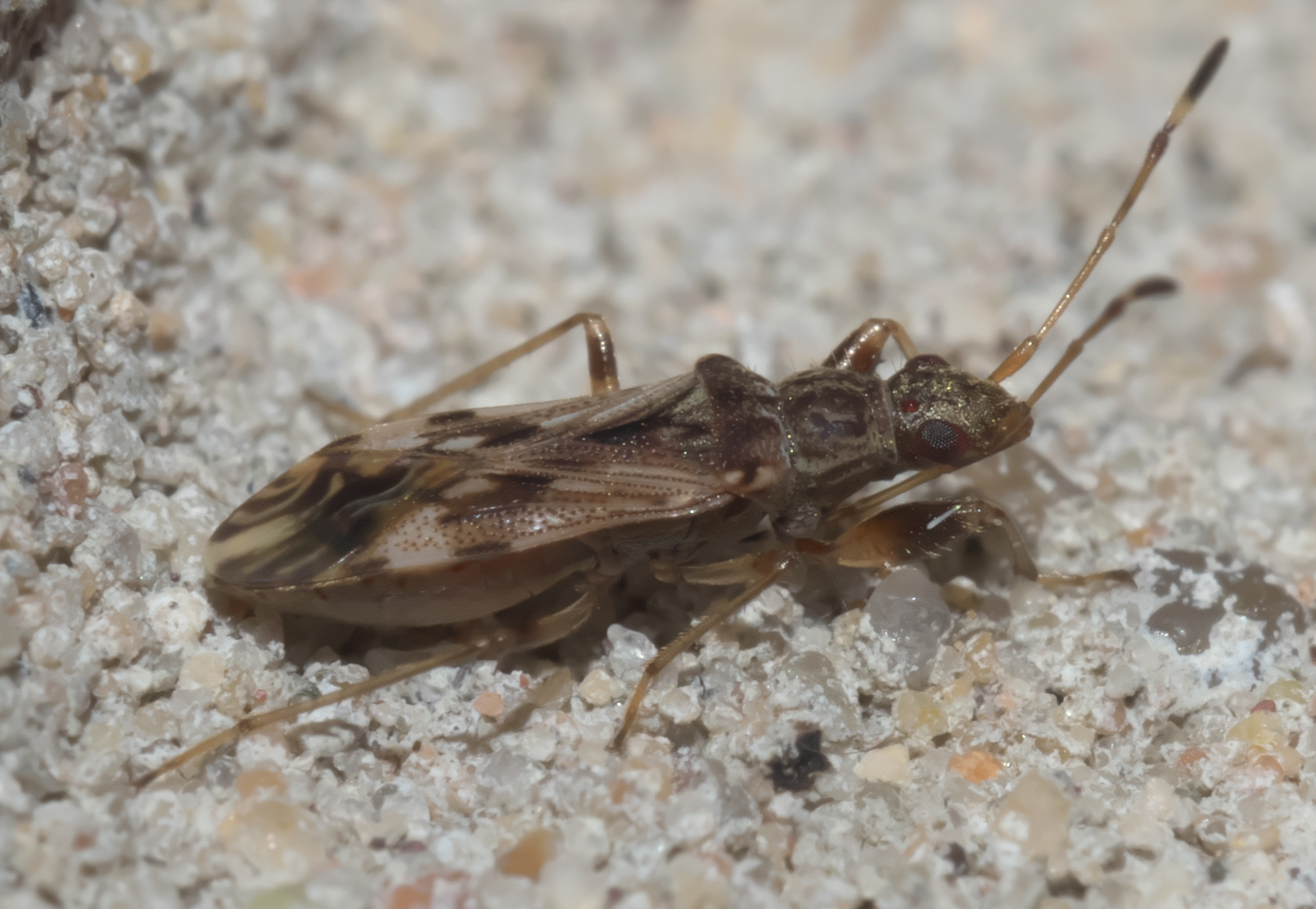
Ozophora picturata

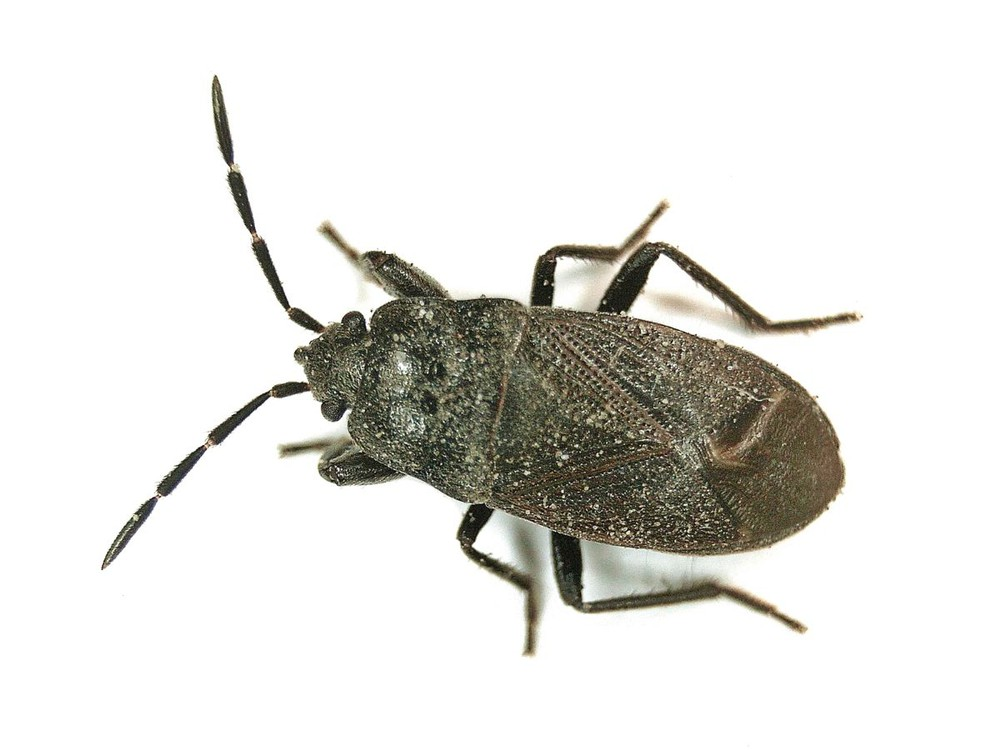
Strzeszyk rudogoleń

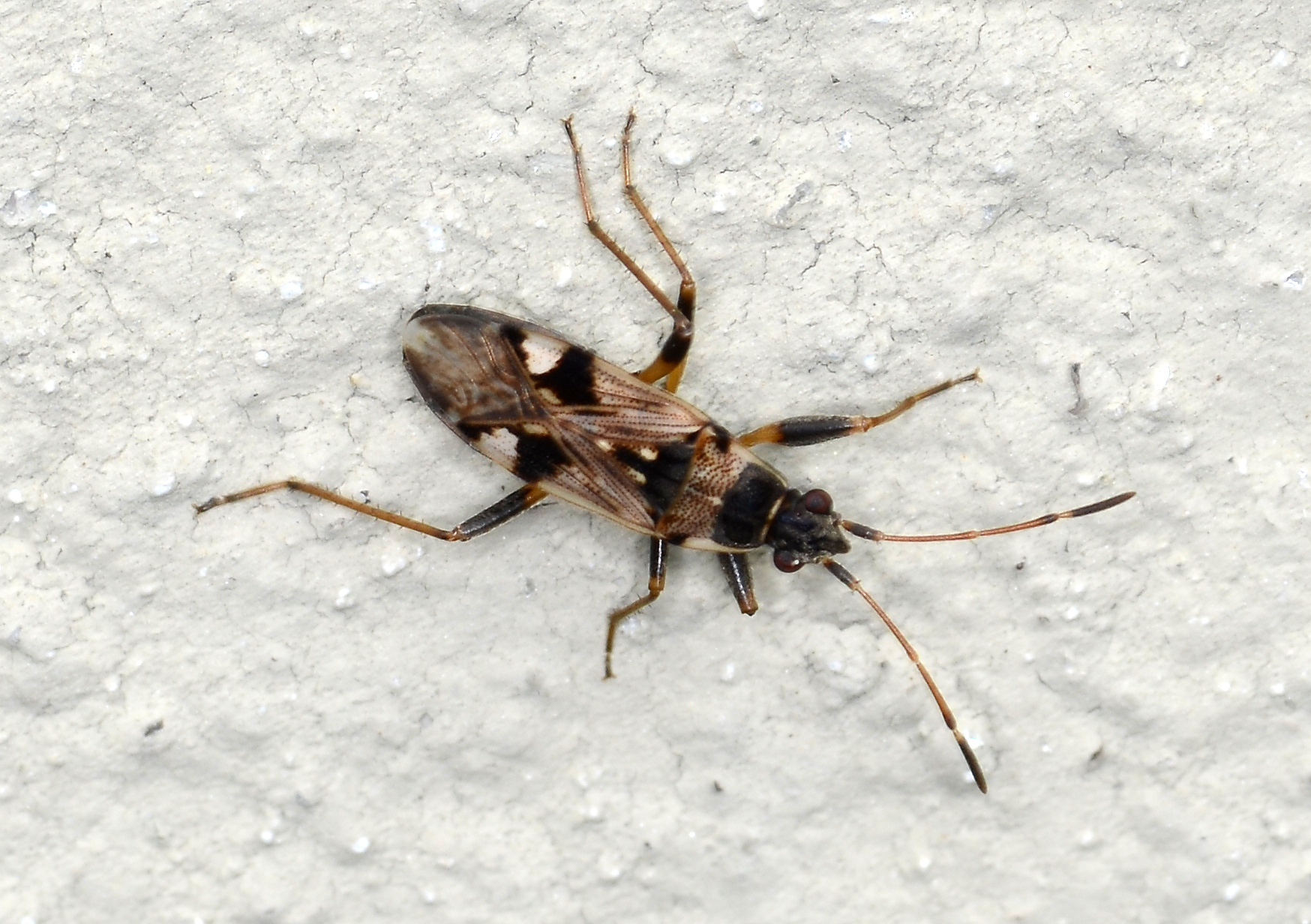
Bodziec Beosus maritimus

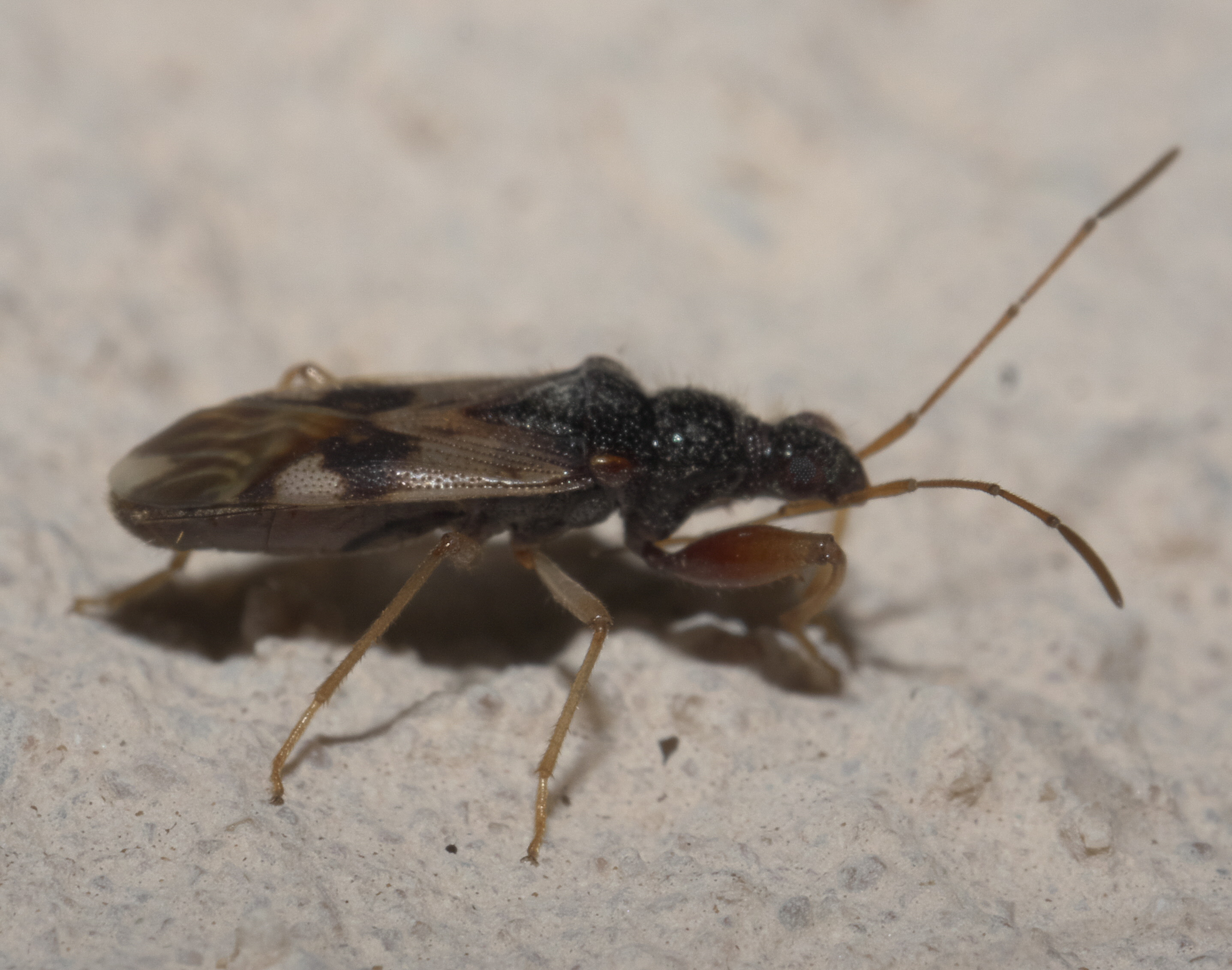
Pseudopamera nitidula

Brudźcowate (Rhyparochromidae) – rodzina pluskwiaków z  podrzędu różnoskrzydłych i nadrodziny Lygaeoidea. Obejmuje około 1850 opisanych gatunków. Rozprzestrzeniona jest kosmopolitycznie. Większość to fitofagi wysysające nasiona roślin, ale spotyka się też w tej rodzinie hematofagię kręgowców oraz okazjonalne drapieżnictwo na stawonogach.

## Morfologia
Pluskwiaki o ciele niewielkich rozmiarów; ich długość mieści się w zakresie między 1,2 a 12 mm. Ubarwienie mają niepozorne, najczęściej brązowe lub z czarno-brązowo-białym nakrapianiem. Często spotyka się w tej grupie gatunki upodobnione do mrówek poprzez zwężenie przedniej i rozszerzenie tylnej części odwłoka, a czasem także przez wykształcenie stożkowatych wyrostków na przedpleczu i tarczce.
Głowa ma dobrze rozwinięte bukule, przyoczka, osadzone poniżej środka oczu złożonych, czteroczłonowe czułki, czteroczłonową kłujkę i zwykle zaopatrzona jest w trichobotria. Odnóża przedniej pary często mają nabrzmiałe uda ze spodnią stroną uzbrojoną w tęgie kolce. Jest to adaptacja do chwytania nasion i podciągania ciała w ciasnych przestrzeniach.
Odwłok u większości gatunków ma szew między czwartym i piątym sternitem zakrzywiony w kierunku przodnio-bocznym, niekompletny (sternity częściowo zlane). Tylko u nielicznych rodzajów, jak np. barczel (Gastrodes), szew ten dochodzi do bocznych krawędzi odwłoka – w takich przypadkach głowa zazwyczaj zaopatrzona jest w trichobotria. Genitalia samców charakteryzują się obecnością w wezyce wyrostka helikoidalnego.

## Biologia i ekologia
Większość gatunków to naziemne (epigeiczne) fitofagi wysysające dojrzałe, opadłe nasiona roślin. Często znajdywane są w cieniu opadowym nasion roślin żywicielskich, czasem tworząc zgrupowania wielu gatunków związanych z danym gatunkiem rośliny. Niektóre brudźcowate wyspecjalizowały się w wąskich niszach, np. przedstawiciele rodzaju Cligenes tworzą liczące dziesiątki tysięcy osobników populacje w jaskiniach i opuszczonych budynkach, gdzie żerują na nasionach znajdowanych w guanie owocożernych nietoperzy.
U form naziemnych częsta jest krótkoskrzydłość i wtórne zatracenie zdolności lotu. Badania nad fauną nearktyczną pozwoliły wyróżnić dwie grupy ekologiczne brudźcowatych. Grupa obejmująca gatunki związane z siedliskami przejściowymi cechowała się długoskrzydłymi, składającymi duże ilości jaj i zapadającymi w słabą diapauzę postaciami dorosłymi oraz wydawaniem na świat dwóch pokoleń w roku. Grupa obejmująca gatunki bytujące w siedliskach stałych wydawała na świat jedno pokolenie w roku, składała mniej jaj, przechodziła silną diapauzę, zwykle w stadium jaja, a wśród osobników dorosłych większości gatunków dominowały formy krótkoskrzydłe. Większość brudźcowatych jest jajorodna, ale u Stilbocoris występuje żyworodność lecytotroficzna.
Najbardziej pod względem biologii i ekologii od typowych brudźcowatych odbiega plemię Cleradini. Jego przedstawiciele zasiedlają głównie gniazda ptaków oraz nory torbaczy i gryzoni, a odżywiają się krwią tych kręgowców (hematofagi). Poza tym u niektórych brudźcowatych stwierdzono okazjonalne żerowanie na stawonogach.

## Rozprzestrzenienie
Rodzina rozprzestrzeniona jest kosmopolitycznie. Kosmopolityczne są obie zaliczane doń podrodziny, a także plemiona: Antillocorini, Lethaeini, Myodochini i Rhyparochromini. W Australii stwierdzono 170 gatunków, z których 127 jest endemitami tego kontynentu. W Polsce stwierdzono 73 gatunki z 31 rodzajów (zobacz: brudźcowate Polski).

## Taksonomia
Takson ten wprowadzili w 1843 roku Charles Jean-Baptiste Amyot i Jean Guillaume Audinet-Serville. Przez większą część wieków XIX i XX klasyfikowany był on w randze podrodziny Rhyparochrominae w obrębie szeroko pojętych zwińcowatych. Carl Stål w latach 1862–1864 wprowadził wewnętrzny podział na 6 plemion opierając się na układzie trichobotrii na odwłoku. W 1907 roku Gustav Breddin zrewidował tęże klasyfikację uwzględniając cechy przetchlinek odwłokowych. W 1957 roku Geoffrey Scudder wprowadził podział na 4 plemiona. Kolejnej reklasyfikacji dokonali w 1961 roku James Alexander Slater i M.H. Sweet, wyróżniając 8 plemion. W 1967 roku M.H. Sweet w kolejnej rewizji wyróżnił 14 plemion, a w 1982 J.A. Slater i Thomas Woodward dodali kolejne plemię. Thomas J. Henry w 1997 roku opublikował wyniki analizy filogenetycznej infrarzędu, na podstawie której wniósł niektóre podrodziny zwińcowatych, w tym omawianą do rangi osobnych rodzin. W tak utworzonej na nowo rodzinie Rhyparochromidae plemię Plinthisini wyniesione zostało do rangi odrębnej podrodziny Plinthisinae, a pozostałe plemiona znalazły się w nowo zdefiniowanej podrodzinie Rhyparochrominae.
Do rodziny tej należy około 1850 opisanych gatunków, zaliczanych do 372 rodzajów. Ich podział na podrodziny i plemiona z uwzględnieniem rodzajów nieprzyporządkowanych do żadnego z nich przedstawia się następująco:
- podrodzina: Plinthisinae
- podrodzina: Rhyparochrominae
  - plemię: Antillocorini
  - plemię: Cleradini
  - plemię: Drymini
  - plemię: Gonianotini
  - plemię: Lethaeini
  - plemię: Lilliputocorini
  - plemię: Megalonotini
  - plemię: Myodochini
  - plemię: Ozophorini
  - plemię: Phasmosomini
  - plemię: Rhyparochromini
  - plemię: Stygnocorini
  - plemię: Targaremini
  - plemię: Udeocorini
  - plemię: incertae sedis
    - †Coptochromus Scudder, 1890
    - †Cryptochromus Scudder, 1890
    - Exitelus Scudder, 1890
    - Getes Bergroth, 1916
    - Liabaris Horvath, 1888
    - †Linnaea Scudder, 1890
    - †Lithochromus Scudder, 1890
    - †Necrochromus Scudder, 1890
    - Nesodromus Bergroth, 1905
    - †Praenotochilus Theobald, 1937
    - Prostemmidea Reuter, 1893
    - Speusippas Distant, 1901
    - †Tiromerus Scudder, 1890
- podrodzina: incertae sedis
  - †Amicrops Montrouzier, 1858
  - †Anisocoris Walker, 1872